# ジェナ・グレイ
ジェナ・グレイ（Jenna Gray、女性、1998年2月28日 - ）はアメリカ合衆国の女子バレーボール選手である。アメリカ合衆国代表。

## 来歴
カンザス州出身。セントジェームス・アカデミー高校を卒業後、2016年にスタンフォード大学へ進学した。大学4年生のときはNCAA女子バレーボール選手権にて優勝へ導いた。また、2019年度のホンダスポーツ賞のバレーボール部門にノミネートされた。大学卒業後はドイツ・ブンデスリーガのドレスナーSC1898へ入団し、プロとしてのキャリアをスタートさせる。2020/21シーズンのブンデスリーガで優勝を果たした。2021/22シーズンは欧州チャンピオンズリーグに出場した。2022/23シーズンはフランスリーグのRCカンヌと契約した。2022年、アメリカ代表に初選出され、ネーションズリーグに出場した。

## 所属クラブ
- スタンフォード大学（2016-2020年）
- ドレスナーSC1898（2020-2022年）
- RCカンヌ（2022-2023年）
- ジェルダウ・ミナス（2023-）